# L'Agneau (film)
Série Cycle militaire
Je m'abandonne à toi
(2023)
Série Cycle des abbés
Que notre joie demeure
(2024)
Pour plus de détails, voir Fiche technique et Distribution.
L'Agneau est un film dramatique français réalisé par Cheyenne Carron et sorti en 2025,.

## Fiche technique
Sauf indication contraire, les informations mentionnées dans cette section peuvent être confirmées par les bases de données cinématographiques IMDb et Allociné,  présentes dans la section « Liens externes ».
- Titre original : L'Agneau
- Réalisation : Cheyenne Carron
- Scénario : Cheyenne Carron
- Musique :
- Décors :
- Costumes : Marie Depuydt
- Photographie : Alban Cousinié
- Son : Mathieu Orban
- Montage : Matthieu Vonin
- Production :
- Société de production : Hésiode
- Société de distribution : Hésiode
- Pays de production :  France
- Langue originale : français
- Format : couleur — 2,39:1 — son 5.1
- Genre : Drame
- Durée : 93 minutes
- Dates de sortie :
  - France : 16 avril 2025

## Distribution
- Johnny Amaro : père Paul
- Leslie Thompson :
- Cécilia Assoun :
- Alexandre Triaca :
- Éric Denize :
- Léopold Bellanger :
- Agnès Godey : Madame Dubaray
- Lou Amara : Mathilde Dubaray
- Séverine Warneys : la procureure
- David Decreane : Anthony
- Morgane Housset : La mariée
- Geneviève Emmanuelli
- Zuriel de Peslouan
- Marie-Laure Brossalosco
- Anne Sicard : une invitée au repas de mariage (caméo)